# Aristófanes de Bizâncio
Aristófanes de Bizâncio (em grego:  Ἀριστοφάνης; c. 257 a.C. – c. 185–180 a.C.) foi um lexicógrafo, gramático, humanista, filólogo e crítico grego, que viveu durante o período helenístico. Ele ocupou a posição de bibliotecário em Alexandria, como também, foi professor de Aristarco e se destacou como especialista em literatura grega, na época. Aristófanes publicou as obras de Homero e Hesíodo, e trabalhou ao lado de filósofos como Zenódoto de Éfeso e Calímaco. No entanto, sua relação com o rei Ptolomeu V na época, teve complicações ao ser descoberto que Aristófanes planejava administrar a biblioteca de Pérgamo, concorrente de Alexandria. 

## História
Aristófanes foi o primeiro a negar que a obra poética "Preceitos de Quiron" tivesse sido criada por Hesíodo. Seu trabalho de pesquisa homérica localiza-se entre a obra de Zenódoto de Éfeso e a de Aristarco de Samotrácia.
Deve-se a Aristófanes a invenção do sistema de inflexão usado em grego para auxiliar na pronúncia, porque o sistema de entonação e de compasso do grego arcaico e clássico estava dando lugar (ou tinha dado lugar) ao sistema de grego koiné com base na flexão oral. Este também foi um período em que o grego, com o despertar das conquistas de Alexandre, o Grande, estava começando a crescer como a língua franca do Mediterrâneo Oriental (em substituição a várias línguas semíticas). Os acentos foram criados para auxiliar na flexão da pronúncia do grego das obras literárias mais antigas.
Ele foi também o inventor de uma das primeiras formas de pontuação do século III a.C.; o uso de pontos exclusivos (interponto) para separação do versos (colometria), e que indicavam a respiração necessária para completar cada fragmento do texto ao ler em voz alta (os quais não tinham nenhuma relação com as regras gramaticais, onde seriam utilizados os sinais de pontuação somente milhares de anos mais tarde). Para um período curto (um precursor da vírgula), foi sugerido um ponto de distinção mediano colocado a meio plano(•). Esta foi a origem da vírgula, um sinal de pontuação moderno e do seu nome. Para um período mais longo (dois pontos), era usado um ponto com sub-distinção, colocado no mesmo nível com o fundo do texto(.), muito similar aos dois pontos ou ponto-e-vírgula usados atualmente, e para pausas muito longas (chamadas de períodos), utilizava-se um ponto de distinção perto do topo da linha do texto(•). Aristófanes, com tudo isso, aumenta a quantidade de signos diacríticos, cultura de uma larga tradição entre os gregos.
Na qualidade de lexicógrafo, ele compilou coletâneas de palavras arcaicas e não usuais. Morreu na Alexandria por volta 185–180 a.C aos setenta e sete anos de idade.